# FAI Cup 2016
La FAI Cup 2016, denominata FAI Irish Daily Mail Senior Cup per ragioni di sponsorizzazione, è stata la 93ª edizione della competizione. Il torneo è iniziato il 2 aprile e si è concluso il 6 novembre 2016 con la finale. Il Cork City ha vinto il trofeo per la terza volta nella sua storia, vincendo in finale sui campioni uscenti del Dundalk per 1-0 dopo i tempi supplementari.

## Formula del torneo
| Turno            | Numero di incontri | Squadre | Entrano a questo turno                                                                                  | Date                    |
| ---------------- | ------------------ | ------- | --- | ----------------------- |
| Primo turno      | 8                  | 40 → 32 | 16 squadre di Leinster Senior League, Munster Senior League e Ulster Senior League                      | dal 2 al 21 aprile 2016 |
| Secondo turno    | 16                 | 32 → 16 | 20 squadre di League of Ireland 2 finaliste della FAI Intermediate Cup 2 finaliste della FAI Junior Cup | 20-21-22 maggio 2016    |
| Terzo turno      | 8                  | 16 → 8  | - | 19-20-30 agosto 2016    |
| Quarti di finale | 4                  | 8 → 4   | – | 9-10 settembre 2016     |
| Semifinali       | 2                  | 4 → 2   | – | 2 ottobre 2016          |
| Finale           | 1                  | 2 → 1   | – | 6 novembre 2016         |

## Primo turno
Il sorteggio per il secondo turno si è tenuto il 14 marzo 2016 ad Abbotstown.
| Squadra 1          | Risultato | Squadra 2          |
| ------------------ | --------- | ------------------ |
| 2 aprile 2016      |           |                    |
| St.John Bosco      | 2 – 4     | Janesboro          |
| 3 aprile 2016      |           |                    |
| Pike Rovers        | 1 – 0     | Rockmount          |
| Killester United   | 1 – 1     | Cherry Orchard     |
| Carrigaline United | 0 – 5     | Bluebell Utd       |
| 10 aprile 2016     |           |                    |
| Portmarnock        | 1 – 1     | Letterkenny Rovers |
| 12 aprile 2016     |           |                    |
| Crumlin United     | 1 – 0     | Greystones United  |
| 16 aprile 2016     |           |                    |
| St Peters          | 2 – 1     | Leeside            |
| 21 aprile 2016     |           |                    |
| Bandon             | 1 – 1     | Ringmahon Rangers  |

Replay
| Squadra 1          | Risultato              | Squadra 2        |
| ------------------ | ---------------------- | ---------------- |
| 23 aprile 2016     |                        |                  |
| Ringmahon Rangers  | 2 – 2 (dts) (dtr: 5-4) | Bandon           |
| 24 aprile 2016     |                        |                  |
| Cherry Orchard     | 1 – 0                  | Killester United |
| Letterkenny Rovers | 2 – 1                  | Portmarnock      |

## Secondo turno
Il sorteggio per il secondo turno si è tenuto il 26 aprile 2016 presso l'Aviva Stadium.
| Squadra 1         | Risultato | Squadra 2          |
| ----------------- | --------- | ------------------ |
| 20 maggio 2016    |           |                    |
| Bohemians         | 2 – 0     | Galway United      |
| Cork City         | 4 – 0     | St Peters          |
| Derry City        | 1 – 1     | Drogheda Utd       |
| Dundalk           | 2 – 0     | Shelbourne         |
| UCD               | 4 – 3     | Bray Wanderers     |
| Waterford United  | 0 – 2     | Longford Town      |
| Shamrock Rovers   | 4 – 0     | Midleton           |
| Wexford Youths    | 3 – 0     | Firhouse Clover    |
| 21 maggio 2016    |           |                    |
| Limerick          | 5 – 2     | Bluebell Utd       |
| Ringmahon Rangers | 2 – 1     | Glebe North        |
| Cobh Ramblers     | 2 – 1     | Cherry Orchard     |
| St Patrick's      | 8 – 0     | Pike Rovers        |
| Athlone Town      | 0 – 0     | Letterkenny Rovers |
| Sligo Rovers      | 3 – 0     | Cabinteely         |
| Finn Harps        | 0 – 1     | Crumlin United     |
| 22 maggio 2016    |           |                    |
| Janesboro         | 2 – 1     | Sheriff YC         |

Replay
| Squadra 1          | Risultato   | Squadra 2    |
| ------------------ | ----------- | ------------ |
| 24 maggio 2016     |             |              |
| Letterkenny Rovers | 0 – 1 (dts) | Athlone Town |
| Drogheda Utd       | 1 – 2       | Derry City   |

## Terzo turno
Il sorteggio per il terzo turno si è tenuto il 29 luglio 2016a Clonmel.
| Squadra 1         | Risultato | Squadra 2       |
| ----------------- | --------- | --------------- |
| 19 agosto 2016    |           |                 |
| Athlone Town      | 0 – 5     | Shamrock Rovers |
| Bohemians         | 0 – 2     | Derry City      |
| St Patrick's      | 2 – 0     | Limerick        |
| Wexford Youths    | 2 – 1     | Sligo Rovers    |
| 20 agosto 2016    |           |                 |
| Ringmahon Rangers | 1 – 4     | Cobh Ramblers   |
| UCD               | 3 – 1     | Janesboro       |
| Longford Town     | 1 – 4     | Cork City       |
| 30 agosto 2016    |           |                 |
| Dundalk           | 5 – 0     | Crumlin United  |

## Quarti di finale
Il sorteggio per i quarti di finale si è tenuto il 24 agosto 2016.
| Squadra 1         | Risultato | Squadra 2     |
| ----------------- | --------- | ------------- |
| 9 settembre 2016  |           |               |
| Shamrock Rovers   | 0 – 5     | Cork City     |
| UCD               | 0 – 1     | Dundalk       |
| Wexford Youths    | 1 – 3     | Derry City    |
| 10 settembre 2016 |           |               |
| St Patrick's      | 3 – 2     | Cobh Ramblers |

## Semifinali
Il sorteggio per le semifinali si è tenuto il 13 settembre 2016.
| Squadra 1      | Risultato | Squadra 2  |
| -------------- | --------- | ---------- |
| 2 ottobre 2016 |           |            |
| Dundalk        | 2 – 2     | Derry City |
| St Patrick's   | 1 – 3     | Cork City  |

Replay
| Squadra 1      | Risultato | Squadra 2 |
| -------------- | --------- | --------- |
| 4 ottobre 2016 |           |           |
| Derry City     | 1 – 2     | Dundalk   |

## Finale
| Arbitro: | Bob Rogers |

|              |           |  |
| Maguire 120’ | Marcatori |  |